# Inibidor da ribonucleotídeo redutase
Os inibidores da ribonucleotídeo redutase são uma classe farmacológica de quimioterápicos que interferem o crescimento de neoplasmas, bloqueando a formação de desoxirribonucleotídeos (blocos de construção do DNA).
Exemplos incluem:
- Motexafin gadolínio[1]
- Hidroxiureia[2]
- Fludarabina, cladribina, gencitabina, tezacitabina e triapina[3]
- Maltolato de gálio, nitrato de gálio[4]